# Chiemgauer Alperne
Chiemgauer Alperne er en bjerggruppe i de Nordlige Kalkalper i Østalperne. Hovedparten ligger i Tyskland i delstaten Bayern og en mindre del i Østrig i delstaterne Tyrol og Salzburg. I den centrale del mellem floderne Prien og Traun syd for Chiemsee ligger de af turister velkendte udsigtsbjerge Kampenwand (1.664 moh.), Geigelstein (1.813 moh.), Hochgern (1.748 moh.), Hochfelln (1.674 moh.) og Rauschberg (1.645 moh.). Hel mod øst i Chiemgauer Alperne, nord for Bad Reichenhall, ligger det markante Hochstaufen (1.771 moh.), som ligeledes er et yndet udsigtsbjerg der med en bjergkam er forbundet med det lidt højere bjerg Zwiesel (1.782 moh.).

## Afgrænsning
I følge Alpenvereinseinteilung der Ostalpen (AVE) grænser Chiemgauer Alperne til foralpeområdet ved Rosenheim via Chiemsee – Traunstein – Teisendorf til Bad Reichenhall – Saalach til Lofer – Strubtal (Loferer Bach) – Waidring – Griesbach – Erpfendorf – Kössener Ache til Kössen – Weißenbach – Walchsee – Durchholzen – Aschentaler Bach – Jennbach – Inn til Rosenheim.

## Nabobjergrupper
Chiemgauer Alperne grænser til disse andre grupper i Alperne:
- Berchtesgaden Alperne (mod øst)
- Loferer og Leoganger Steinberge (mod sydøst)
- Kaisergebirge (mod sydvest)
- Bayerische Voralpen (mod vest)

Mod nord grænser Chiemgauer Alperne til Alpeforlandet.

## Toppe
Den højeste top i Chiemgauer Alperne er Sonntagshorn (1.961 moh.) ved grænsen mellem Bayern og Salzburg syd for Ruhpolding og nord for Unken.
Toppene er hovedsageligt ret bratte, og ikke velegnede for bjergvandring; der er dog to meget brugte klatrebjerge : Kampenwand (1.664 moh.) og Hörndlwand (1.684 moh.). Også på Steinplatte (1.869 moh.), som ligger i den sydlige del af Chiemgauer Alperne ved Dreiländereck mellem Bayern, Tyrol og Salzburg , findes talrige klatreruter. Af bjergbaner findes Hochriesbahn, Kampenwandbahn, Hochfellnbahn, Geigelsteinbahn, Hochplattenbahn samt Rauschberg- og Unternbergbahn. Største Skiområde er Skigebiet Winklmoos-Steinplatte i grænseområdet mellem Bayern og Tyrol.
De højeste toppe i Chiemgauer Alperne over 1.700 m er :
| - Sonntagshorn (1.961 m) - Vorderlahner (1.909 m) - Reifelberg (1.883 m) - Hirscheck (1.883 m) - Steinplatte (auch Kammerköhrplatte) (1.869 m) - Geigelstein (1.813 m) - Wieslochjoch (1.813 m) - Zwiesel (1.781 m) - Dürrnbachhorn (1.776 m) - Hochstaufen (1.771 m) - Fellhorn (1.764 m) | - Roßalpenkopf (1.762 m) - Aibleck (1.756 m) - Zennokopf (1.756 m) - Gamsknogel (1.750 m) - Grubhörndl (1.747 m) - Hochgern (1.744 m) - Hochgern (1.741 m) am Ostgrat des Sonntagshorns - Wildalphorn (1.738 m) - Aschentaler Wände (1.738 m) - Peitlingköpfl (1.720 m) |  |

Via Alpina, en grænseoverskridende fjernvandrerute gennem hele Alperne, går også gennem Chiemgauer Alperne.